# Cyaniris parvipuncta
Cyaniris parvipuncta är en fjärilsart som beskrevs av Rothschild 1917. Cyaniris parvipuncta ingår i släktet Cyaniris och familjen juvelvingar. Inga underarter finns listade i Catalogue of Life.